# Wahlenbergia wittei
Wahlenbergia wittei är en klockväxtart som beskrevs av Mats Thulin. Wahlenbergia wittei ingår i släktet Wahlenbergia och familjen klockväxter.
Artens utbredningsområde är Kongo-Kinshasa. Inga underarter finns listade i Catalogue of Life.